# Andrä Idl
Andrä Idl (* 31. Juli 1919 in Lienz; † 3. August 1995) war ein österreichischer Unternehmer, Politiker und Abgeordneter zum Tiroler Landtag.
Andrä Idl wurde 1919 als Sohn von Andrä und Maria Idl in Lienz geboren. 1934 übersiedelte die Familie nach Nußdorf, wo der Vater eine kleine Landwirtschaft pachtete. Ein Jahr später begann Andrä Idl eine Schlosserlehre, die er 1939 abschloss. 1956 gründete Idl einen eigenen Schlosserbetrieb in Nußdorf-Debant. 1957 heiratete er zum zweiten Mal.
Andrä Idl trat in die SPÖ ein und zog erstmals nach der Wahl im März 1950 in den Gemeinderat von Nußdorf-Debant ein. Bei der Gemeinderatswahl 1956 trat Idl mit einer eigenen Liste unter dem Namen „Idl“ an und errang drei Mandate. Nach der Wahl schloss Idl ein Bündnis mit der SPÖ-Liste und wurde nach einem Losentscheid für die erste Halbzeit der Gemeinderatsperiode zum Bürgermeister gewählt. Er übte das Amt mit Ausnahme der Jahre zwischen 1960 und 1962 bis 1980 aus. Er wurde 1979 zum Ehrenbürger der Gemeinde Nußdorf-Debant ernannt. 
Andrä Idl war neben seinem lokalpolitischen Engagement zwischen 1957 und 1965 sowie zwischen 1970 und 1980 Abgeordneter zum Tiroler Landtag.
In Nußdorf-Debant ist die Andrä Idl-Straße nach ihm benannt.